# Colostygia bipectinata
Colostygia bipectinata är en fjärilsart som beskrevs av Barnes och Mcdunnough 1917. Colostygia bipectinata ingår i släktet Colostygia och familjen mätare. Inga underarter finns listade i Catalogue of Life.